# Dirleton
Dirleton est un village de l'East Lothian, en Écosse, à environ 30 kilomètres à l'est d'Édimbourg en prenant l'A198. Dirleton doit sa notoriété à son château, une forteresse médiévale remarquablement conservée. La Dirleton Gallery vaut aussi le détour, ainsi que l'Archerfield Links, récemment construit dans un complexe hôtelier doté d'un golf 18 trous. Au sud du village se dressent les collines de Lammermuir et au nord s'étend le Firth of Forth.
Dirleton se trouve entre North Berwick (à l'est), Gullane (à l'ouest), Fenton Barns (au sud) et la réserve naturelle de Yellowcraigs, le domaine d'Archerfield et le Firth of Forth (au nord).

## À cœur joie(1967)
Les scènes du film À Cœur Joie ont été tournées sur place sur la plage de Gullane en East Lothian en Écosse en septembre 1966. Le casting principal est resté à l’auberge Open Arms dans le village de Dirleton.
À cœur joie est un film franco-britannique réalisé par Serge Bourguignon, sorti en 1967 avec Brigitte Bardot et Laurent Terzieff.